# ANO3
ANO3 هوَ بروتين يُشَفر بواسطة جين ANO3 في الإنسان.